# Michael F. Feldkamp

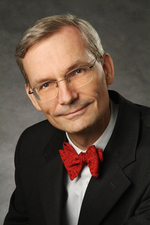
Michael F. Feldkamp (2010)

Michael-Frank Feldkamp (* 23. April 1962 in Kiel) ist ein deutscher Historiker.

## Leben
Michael Feldkamp besuchte das Gymnasium Carolinum in Osnabrück. Nach dem Grundwehrdienst studierte er ab 1983 Geschichte, katholischen Theologie, Pädagogik und Philosophie an der Universität Bonn,  unter anderem bei Hans Pohl, Klaus Hildebrand, Rudolf Schieffer, Gabriel Adriányi und Hubert Müller. Zudem studierte er 1985/86 Kirchengeschichte an der Päpstlichen Universität Gregoriana mit den Schwerpunkten päpstliche Urkundenlehre und Historische Hilfswissenschaften bei Paulius Rabikauskas und Erwin Gatz. 1985 wurde er für seine Arbeit Die Statuten der Jesuitenuniversität Osnabrück und ihrer Fakultäten 1632–1633 mit dem Carl-Sonnenschein-Preis des Kartellverbandes katholischer deutscher Studentenvereine ausgezeichnet.
Die Erste Staatsprüfung für das Lehramt legte Feldkamp 1990 am staatlichen Prüfungsamt in Köln (Außenstelle Bonn) ab. 1986 und 1990 bis 1991 war er Stipendiat am Deutschen Historischen Institut Rom. Nach einer Anschlussförderung seiner Forschungen zur Geschichte der Apostolischen Nuntiatur in Köln durch das Cusanuswerk wurde er 1992 in Bonn bei Raymund Kottje zum Dr. phil. promoviert.
1993 trat Feldkamp erstmals in die Verwaltung des Deutschen Bundestages ein. Daneben war er 1995/1996 als Lehrbeauftragter am Seminar für Kirchengeschichte an der Katholisch-Theologischen Fakultät der Universität Bonn tätig. Als wissenschaftlicher Mitarbeiter des Instituts für Zeitgeschichte 1996/97 war er beteiligt an der Edition der Akten zur Auswärtigen Politik der Bundesrepublik Deutschland im Auswärtigen Amt in Bonn, herausgegeben von Hans-Peter Schwarz.
Im April 2000 trat Feldkamp erneut in der Verwaltung des Deutschen Bundestages ein und übernahm die Leitung der Redaktion des Datenhandbuchs zur Geschichte des Deutschen Bundestages, die organisatorisch erst bei den Wissenschaftlichen Diensten des Deutschen Bundestages und später beim Parlamentsarchiv angesiedelt war. Nebenbei war er wiederholt als Ghostwriter und Redenschreiber für die Bundestagspräsidenten Rita Süssmuth, Wolfgang Thierse und Norbert Lammert tätig sowie vertretungsweise 2012/13 beim Protokoll des Bundestages und 2017 als persönlicher Referent des Vizepräsidenten des Deutschen Bundestages Johannes Singhammer.
Feldkamp veröffentlichte fast 50 Bücher sowie zahlreiche Fachbeiträge, Aufsätze, Zeitungs- und Lexikonartikel. Seine Beiträge erschienen unter anderem in den Römischen Quartalschriften für christliche Altertumskunde und Kirchengeschichte, Archivum Historiae Pontificiae, Vierteljahrschrift für Sozial- und Wirtschaftsgeschichte, Frankfurter Allgemeine Zeitung, Lexikon der Deutschen Geschichte 1945–1990, Die Tagespost, Zeitschrift für Parlamentsfragen und Quellen und Forschungen aus italienischen Archiven und Bibliotheken.
Feldkamp ist Herausgeber der von ihm 2016 gemeinsam mit dem Patrimonium-Verlag initiierten Schriftenreihe Propyläen des christlichen Abendlandes.

## Forschungsthemen (Auswahl)
Michael Feldkamp veröffentlichte ab 1982 zur Osnabrücker Bistumsgeschichte und Geschichte des Apostolischen Vikariats des Nordens vom späten Mittelalter bis zur Frühen Neuzeit. Außerdem verfasste er zahlreiche Fachbeiträge über die Osnabrücker Landesgeschichte und die norddeutsche Kirchengeschichte.
Zwischen 1993 und 2010 bearbeitete er fünf der insgesamt 14 Editionsbände Der Parlamentarische Rat 1948–1949. Akten und Protokolle, darunter jenen Band, der die Beziehungen des Parlamentarischen Rates zu den Militärgouverneuren der westalliierten Besatzungsmächte dokumentiert, sowie die Protokolle des Finanzausschusses und des Hauptausschusses und publizierte 1998 sein Buch Der Parlamentarische Rat. Entstehungsgeschichte des Grundgesetzes.
Feldkamp veröffentlichte zu Themen wie der Kölner Nuntiatur und der Papstdiplomatie sowie Beiträge über das Verhältnis der katholischen Kirche zum Nationalsozialismus. Sein Werk Pius XII. und Deutschland aus dem Jahre 2000 verfolgte das Ziel, den komplexen Forschungsstand einem größeren Leserkreis nahezubringen, und war zugleich gedacht als eine Antwort auf John Cornwells Buch Pius XII. – Der Papst, der geschwiegen hat. Im Januar 2022 stellte Feldkamp im Vatikan seine neueste Forschung zur Rolle von Pius XII. in Bezug auf den Holocaust vor, demnach der Papst „mindestens 15.000 Juden persönlich gerettet“ habe.
2005 bestätigte Feldkamp in seiner Studie über den Beitritt des späteren Bundeskanzlers Kurt Georg Kiesinger in die NSDAP die in der Zeitschrift Hochland von Ernst-Wolfgang Böckenförde 1960/61 veröffentlichte und kontrovers diskutierte These über die Anfälligkeit von Teilen der katholischen akademischen Jugend für nationalsozialistisches Gedankengut am Ende der Weimarer Republik.
2016 erschien Feldkamps Studie mit dem Titel Vom Jerusalempilger zum Grabesritter. Hierin beschäftigte er sich  – unter Fortführung der Forschungsergebnisse von Valmar Cramer (1952), Kaspar Elm (1964) und Mordechay Lewy (2004/14) – mit der Widerlegung der weitverbreiteten Legenden um die Entstehung des Päpstlichen Ritterordens vom Heiligen Grab zu Jerusalem und des so genannten Jerusalemkreuzes.

## Mitgliedschaften (Auswahl)
- 2000: Deutsche Vereinigung für Parlamentsfragen (DVParl), Leiter der Geschäftsstelle (2011–2012)[8]
- 2009: Ritterorden vom Heiligen Grab zu Jerusalem:  Leitender Komtur in Berlin (2011–2018) und Beauftragter der Deutschen Statthalterei für Archivierung und Ordensgeschichte (seit 2015)[6]
- 2015: Real Academia Sancti Ambrosii Martyris (Ehrenmitglied, Accademico d’onore)[9]
- 2019: Ritter des dynastischen Orden vom Flügel des heiligen Michael (Ordem de São Miguel da Ala)[6]
- 2019: Gründungsmitglied und Teilnehmer des Königsteiner Kreis[10]
- 2021: Netzwerk Wissenschaftsfreiheit[11]

## Ehrungen und Auszeichnungen (Auswahl)
- 1985: Carl-Sonnenschein-Preis[12]

Kardinal Pietro Parolin mit Michael F. Feldkamp (2021)

- 2016:  Komturkreuz des Ritterordens vom Heiligen Grab zu Jerusalem[13]
- 2021: Komturkreuz des Gregoriusordens[14][15]

## Veröffentlichungen (Auswahl)
- Studien und Texte zur Geschichte der Kölner Nuntiatur. 4 Bände. Verlag Città del Vaticano 1993, 1995 und 2008, ISBN 88-85042-22-8, ISBN 88-85042-21-X, ISBN 88-85042-27-9, ISBN 978-88-85042-51-3.
- Der Parlamentarische Rat 1948–1949. Vandenhoeck & Ruprecht, Göttingen 1998, überarbeitete Neuausgabe, Göttingen 2008 und 2019, ISBN 978-3-525-36755-1. Neuauflage (= Bundeszentrale für politische Bildung BpB, Schriftenreihe. Band 10502). Bonn 2020, ISBN 978-3-7425-0502-6.
- als Hrsg.: Die Entstehung des Grundgesetzes für die Bundesrepublik Deutschland 1949. Reclam-Verlag, Stuttgart 1999, ISBN 3-15-017020-6.
- La diplomazia pontificia. Da Silvestro I a Giovanni Paolo II. Jaca book, Mailand 1998, ISBN 88-16-43706-5. (franz. Übersetzung: La diplomatie pontificale de Sylvestre Ier à Jean-Paul II. Une vue d’ensemble. Traduit de l’allemand par Henri Cellérier, Préface par Bruno Neveu (= Histoire du christianisme). Edition du cerf, Paris 2001, ISBN 2-204-06452-1; La diplomacia pontificia. Desde papa Silvestre hasta Juan Pablo II (= Biblioteca de Autores Christianos) (= Iglesia y Sociedad: Para una Historia de Occidente. vol. 8). Paris 2001, ISBN 2-204-06452-1; span. Übersetzung: Madrid 2004, ISBN 84-7914-697-4).
- Pius XII. und Deutschland. Vandenhoeck & Ruprecht, Göttingen 2000, ISBN 3-525-34026-5.
- als Hrsg.: Die Beziehungen der Bundesrepublik Deutschland zum Heiligen Stuhl 1949–1966. Aus den Vatikanakten des Auswärtigen Amts. Eine Dokumentation. Böhlau, Köln/Weimar/Wien 2000, ISBN 3-412-03399-5.
- Goldhagens unwillige Kirche. Alte und neue Fälschungen über Kirche und Papst während der NS-Herrschaft. Olzog, München 2003, ISBN 3-7892-8127-1.
- Kurt Georg Kiesinger und seine Berliner Studentenkorporation Askania auf dem Weg ins „Dritte Reich“. In: Günter Buchstab, Philipp Gassert, Peter Thaddäus Lang (Hrsg.): Kurt Georg Kiesinger 1904–1988. Von Ebingen ins Kanzleramt. Hrsg. im Auftrag der Konrad-Adenauer-Stiftung, Herder Verlag, Freiburg im Breisgau 2005, ISBN 3-451-23006-2, S. 149–199.
- Mitläufer, Feiglinge, Antisemiten? Katholische Kirche und Nationalsozialismus. Sankt Ulrich Verlag, Augsburg 2009, ISBN 978-3-86744-065-3.
- Der Deutsche Bundestag – 100 Fragen und Antworten. Nomos, Baden-Baden 2009, 2. Auflage. 2013, ISBN 978-3-8329-5608-0.
- mit Dirk Kunze: Mit Frack im Parlament. Ein Beitrag zur parlamentarischen Kultur und politischen Symbolik im Deutschen Bundestag. Nomos, Baden-Baden 2009, ISBN 978-3-8329-3525-2.
- als Hrsg.: Der Bundestagspräsident. Amt – Funktion – Person. 16. Wahlperiode. Olzog Verlag, München 2007, ISBN 978-3-7892-8201-0; 17. Wahlperiode  München 2011, ISBN 978-3-7892-8213-3; 18. Wahlperiode Reinbek Lau-Verlag 2014, ISBN 978-3-95768-143-0; 19. Wahlperiode 2018 Reinbek ISBN 978-3-95768-195-9.
- Geheim und effektiv. Über 1000 Jahre Diplomatie der Päpste. Sankt Ulrich Verlag, Augsburg 2010, ISBN 978-3-86744-150-6.
- Datenhandbuch zur Geschichte des Deutschen Bundestages 1990 bis 2010. Nomos, Baden-Baden 2011, ISBN 978-3-8329-6237-1.
- Vom Jerusalempilger zum Grabesritter. Geschichte des Ritterordens vom Heiligen Grab. (= Propyläen des christlichen Abendlandes. Band 1). Patrimonium-Verlag, Aachen 2016, 2. Auflage 2017, ISBN 978-3-86417-055-3.
- Pius XII. – Ein Papst für Deutschland, Europa und die Welt. (= Propyläen des christlichen Abendlandes. Band 2). Patrimonium-Verlag, Aachen 2018, ISBN 978-3-86417-114-7.
- Reichskirche und politischer Katholizismus. Aufsätze zur Kirchengeschichte und kirchlichen Rechtsgeschichte der Neuzeit. (= Propyläen des christlichen Abendlandes. Band 3). Patrimonium-Verlag, Aachen 2019, ISBN 978-3-86417-120-8.
- mit Hans-Joachim Berg: Hammelsprung. Geschichte und Parlamentspraxis. Springer VS, Wiesbaden 2021, ISBN 978-3-658-33134-4.
- Adenauer, die Alliierten und das Grundgesetz. Langen-Müller, München 2023, ISBN 978-3-7844-3654-8.
  - als Hörbuch (Online-Ressource): LMV audio, München 2023, Leser: Alexander Bandilla, ISBN 978-3-8032-8715-1.
- Die Institution. Der Deutsche Bundestag 1949 bis heute. Langen Müller, München 2024, ISBN 978-3-7844-3713-2.